# Elia Júnior
José Elia Júnior (São Paulo, 27 de fevereiro de 1959) é um jornalista e apresentador de televisão brasileiro.
Atualmente, trabalha na Rede Bandeirantes, BandNews e Rádio Bandeirantes.

## Carreira
Iniciou a carreira aos 18 anos, como repórter no jornal A Gazeta Esportiva.
Após passagem pela TV Globo no ano seguinte, passou a trabalhar na TV Bandeirantes, em 1980, onde viria a ser um dos apresentadores do programa esportivo Show do Esporte, onde ficou de 1983 a 1999, além de outros programas esportivos, se tornando um dos importantes nomes do canal do esporte. 
Em 1999 saiu da Band para fazer um curso na Universidade de Nova York (EUA). Foi colunista do jornal Agora e apresenta desde 2006 os programas Primeiro Tempo e Vila BandSports, ambos no canal fechado BandSports.
Elia também já trabalhou no SBT, onde apresentava o intervalo das transmissões do Campeonato Paulista de Futebol, no ano de 2003, após uma curta passagem na DirecTV (onde fez a cobertura da Copa do Nordeste)
Em 2016, assumiu na Rádio Bandeirantes o programa Esporte em Debate no lugar de Leandro Quesada.
Apresentou de 2012 a 2016 os programas Pá e Bola e Elia Júnior na Bola, na Bradesco Esportes FM de São Paulo.
É apresentador também do programa Um drible no trânsito desde abril de 2017. O programa foi exibido diariamente de segunda a sexta-feira das 12h00 às 13h00 na Rádio Trânsito. até 2020, com o encerramento da emissora.
Em setembro de 2020, é confirmado como apresentador no retorno do Show do Esporte, ao lado de Glenda Kozlowski.
Desde 2020, ele apresenta o Nossa Área, na Rádio Bandeirantes, de segunda à sexta, das 12:00 às 13:00.